# Prionostemma nigranale
Prionostemma nigranale is een hooiwagen uit de familie Sclerosomatidae.